# Melissa Lauren
Melissa Lauren (La Rochelle, Charente Marítimo; 16 de octubre de 1984) es una actriz pornográfica, directora de cine para adultos, filántropa y modelo erótica francesa retirada. En 2008 protagonizó la película porno francesa de mayor presupuesto titulada Casino – No Limit, dirigida por Hervé Bodilis y producida por Marc Dorcel. También fue una de las actrices exclusivas de Marc Dorcel de 2007 a 2008 junto a Yasmine.
Lauren comenzó su carrera profesional en la industria pornográfica en 2003, después de leer un anuncio en un periódico en París del director y productor francés de películas pornográficas John B. Root, y debutó como directora de cine para adultos en 2006 para la compañía de producción de gonzo Combat Zone. En 2008 se retira de las películas pornográficas tras haber filmado más de 300 películas y haber ganado varios premios de la industria, entre ellos los Premios AVN. Lauren fue una de las actrices porno francesas más exitosas.

## Biografía
Lauren nació en La Rochelle, Charente Marítimo. Cuando era niña quería ser piloto en la fuerza aérea y también quería ser médica. En su adolescencia asistió a la escuela de cocina del Hotel Escuela de La Rochelle y estudió allí durante tres años, luego de su graduación se mudó a París donde trabajó aproximadamente un año como chef de repostería en el restaurante del Four Seasons Hotel George V. Pero a pesar de su desempeño en la cocina, rápidamente se da cuenta de que económicamente no era lo suficiente, así que decidió buscar un trabajo en el que pudiera ganar mucho más dinero, y buscó en un periódico francés donde vio algunos anuncios de casting para convertirse en una modelo, de allí consultó a un par de agencias de modelaje, pero no logra conseguirlo debido a su estatura.

## Carrera profesional

### Como actriz pornográfica

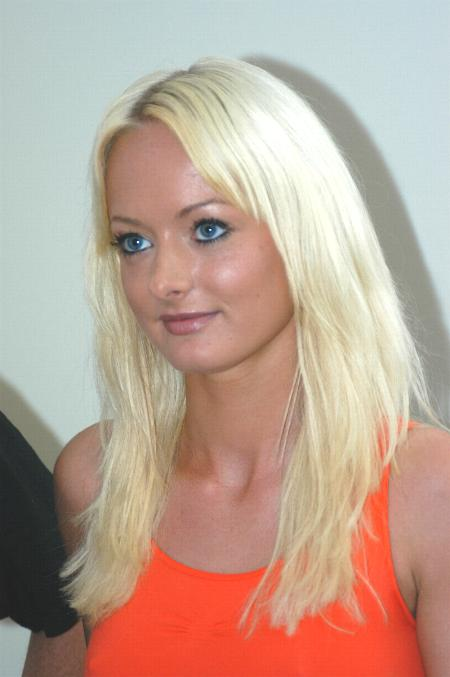
Melissa Lauren en el set de una película en 2004.

Melissa ingresó a la industria pornográfica cuando leyó un anuncio en un periódico en París del director y productor francés de películas pornográficas John B. Root, el cual buscaba mujeres jóvenes entre los 18 a 25 años de edad para producciones de softcore y hardcore. De encontrarse con él y cinco días después, Lauren realiza su primera escena hardcore en junio de 2003 con tan solo 18 años de edad. Sus padres, que esperaban que hubiese estudiado para ser abogada o médica, se sobresaltaron inicialmente al descubrir que se dedicaba a la pornografía, pero después, al comprobar que estaba lejos del maltrato y de las drogas, acabaron por aceptar su elección profesional.
Después de filmar algunas películas en Francia, Lauren se traslada a los Estados Unidos en donde vivió alrededor de tres años y en donde se convirtió en una reconocida estrella de cine para adultos, allí realizó una gran cantidad de películas para compañías como 3rd Degree, Diabolic, Evil Angel, Hustler, Jules Jordan, Red Light District, entre otras, y posó para algunos de los fotógrafos más destacados de la industria pornográfica como Holly Randall, Earl Miller y Scott Preston. Melissa fue nominada a los Premios AVN durante 5 años consecutivos; siendo una de las pocas actrices porno francesas que han tenido éxito rotundo en Francia y los Estados Unidos. Lauren fue conocida al comienzo de su carrera por su total desinhibición y entrega a todo tipo de prácticas sexuales como el A2M, BDSM, bukkake, doble penetración, gang bang, etc. En 2004 participó en la película Gang Bang 4 del estudio de cine pornográfico Red Light District, en donde estuvo con un total de 12 hombres, y otra película titulada Down The Hatch 13 del estudio Diabolic, en donde se tragó el semen de 18 hombres que eyacularon en su boca. En una entrevista de 2004, se le preguntó a Melissa Lauren en cómo ser una estrella porno le afectará en el futuro, la actriz dijo: 

Pensé mucho en eso antes de comenzar y simplemente no me importa lo que piense la gente. Solo estoy viviendo para mí. No me importa esta gente que dirá: oh, eres una puta. No me importa porque me estoy divirtiendo.

 Sin embargo, debido a su carácter promiscuo, se llevó diversos sustos al haberse contagiado dos veces con clamidia y haber padecido una grave enfermedad pélvica inflamatoria, que requirió urgentemente su regreso a Francia para una intervención quirúrgica.

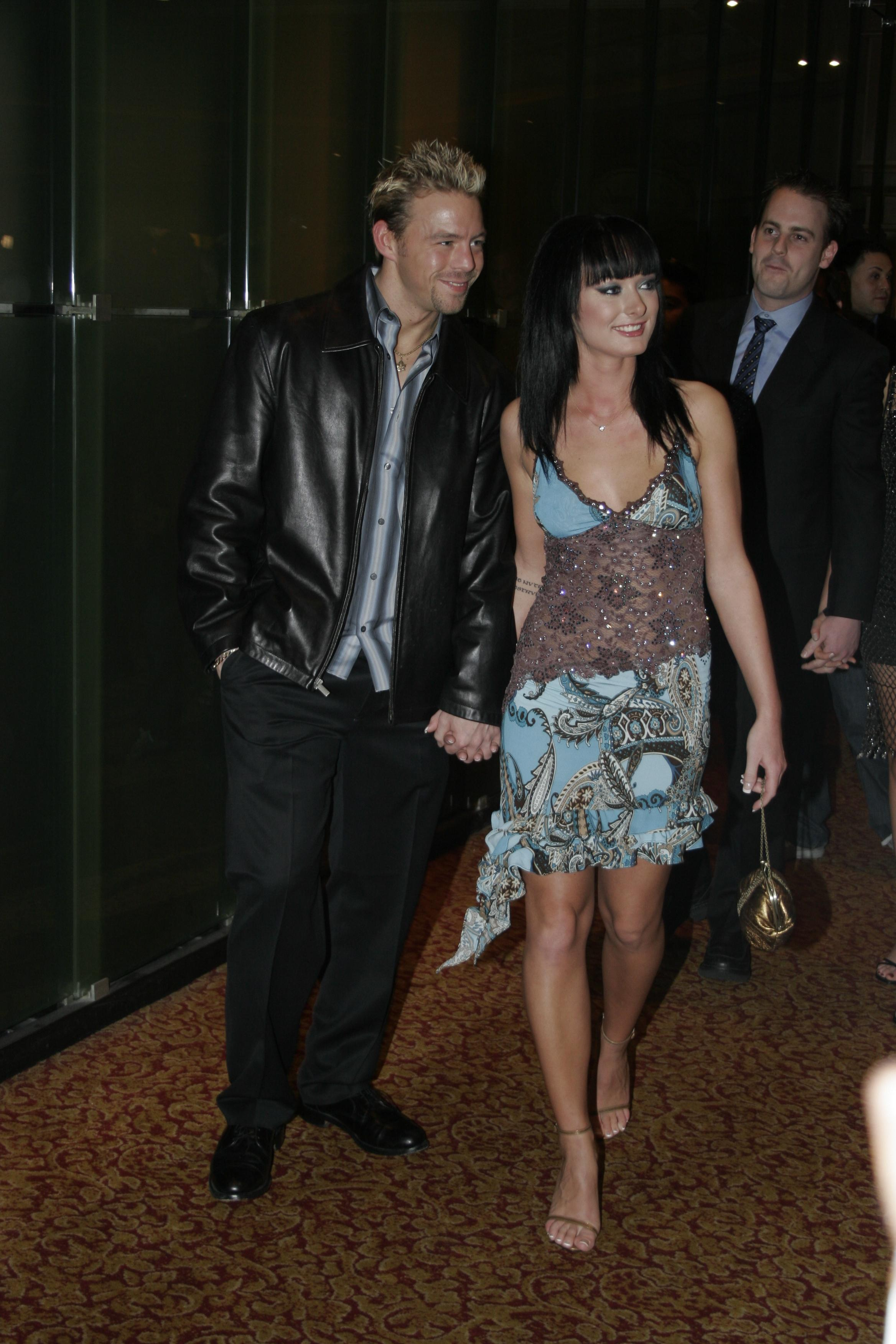
Melissa Lauren junto al actor porno Erik Everhard en los Premios AVN en 2006.

 En 2006 se sometió a una operación de aumento de senos que la pasó de la talla 34B a 34D, y a otras cirugías plásticas como la rinoplastia y aumento de pómulos. Con esto, sus escenas cambiaron de enfoque, centrándose más en actos sexuales poco explícitos y más profesionales. Hay quienes defienden que continuó siendo una belleza a pesar de haberse operado, así como detractores que se quejaron que es demasiado parecida a las demás chicas operadas que existen en la actualidad.
Después de tres años de éxito en los Estados Unidos, Melissa regresa a Francia, y en mayo de 2007 firma un contrato exclusivo por un año con la empresa productora de películas pornográficas Marc Dorcel, convirtiéndose en la sexta chica exclusiva de la empresa junto a Yasmine, que ya era la quinta chica exclusiva de Dorcel de esos dos años; siendo la primera vez que hubo dos chicas exclusivas de Dorcel al mismo tiempo. En las entradas de su blog en Myspace, Melissa también había anunciado que había firmado con la productora Marc Dorcel en Francia para un contrato exclusivo de un año. A finales de 2007 ya había filmado nueve películas con la productora Marc Dorcel, entre las que se destacan: La Gouvernante, Pornochic 15: Mélissa y Ritual. En 2008 protagonizó la película porno francesa con el mayor presupuesto titulada Casino - No Limit, dirigida por Hervé Bodilis y producida por Marc Dorcel, con un coste de producción de 210.000 euros y nominada dos veces a los Eroticline Awards. Melissa planeaba dirigirse a otras grandes empresas en Europa antes de regresar a vivir a los Estados Unidos al terminar su contrato. También había declarado que no planeaba retirarse del porno a corto plazo.

### Como directora de cine
En 2006 Melissa debutó como directora de películas para la compañía de producción de gonzo Combat Zone, en donde dirigió un título al mes para la compañía, además de películas para el estudio Diabolic y la serie Hellfire Sex de Pariah Pictures, distribuida por JM Productions. Más tarde en ese mismo año, Melissa declaró que dejaría de actuar en escenas con hombres y se concentraría más en sus habilidades detrás de la cámara como directora, pero continuaría actuando en escenas con mujeres, así como escenas en solitario y en sesiones fotográficas. Luego de poco tiempo de haberse desempeñado como directora de películas, deja a un lado la dirección y vuelve nuevamente a participar en escenas hardcore con hombres.

### Retiro de las películas

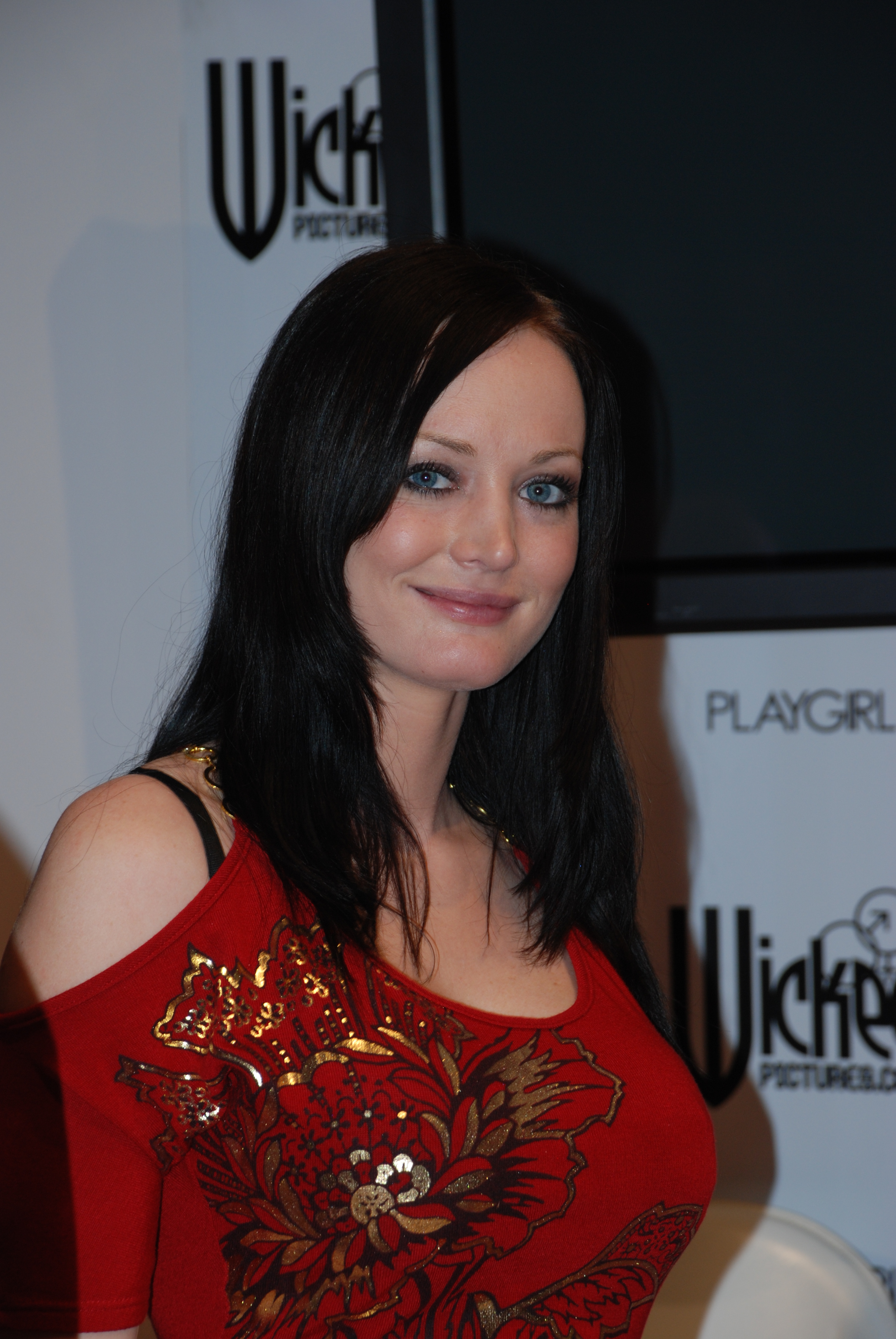
Melissa Lauren en la AVN Adult Entertainment Expo 2009.

A mediados de 2008 Lauren deja de filmar y se retira por completo de la industria para adultos a pesar de que dijo que la pornografía es lo mejor que le ha pasado, pero fue nominada a los premios de la industria pornográfica por sus últimos títulos hasta 2010. En 2018, en una charla con el actor y director francés de cine pornográfico Manuel Ferrara, habló acerca de su vida y su retiro de las películas, Melissa dijo: «Paré el porno más o menos diez años, siempre fue un negocio sin un verdadero propósito, la carrera fue más por diversión y experiencias».Manuel Ferrara (actor) (2018). Melissa Lauren - CharitableDay 2018 (Videochat). Manuel Ferrara.  Escena en 1 min 32 s. Consultado el 9 de marzo de 2019. Después de su retiro, Melissa empezó a trabajar como "camgirl", sin embargo, no se sabe aún la fecha exacta de inicio, pero continúa activa como tal hasta la actualidad.
Melissa Lauren estaba considerada como una de las mejores actrices pornográficas de Francia. La fama adquirida por su belleza y sus escenas sexuales altamente explícitas le dieron la oportunidad de ser reconocida por el público adulto en todo el mundo, convirtiéndose en un icono de la industria pornográfica a nivel internacional.
Tiene un tatuaje en el antebrazo derecho con el lema en latín que dice: "Quod Me Nutrit Me Destruit" (Lo que me nutre me destruye).

## Otras apariciones

### Publicaciones
Melissa Lauren ha sido publicada en revistas pornográficas estadounidenses y europeas, como Buttman, Chobix, Club, Club Explicit, Club International, Fox, Genesis, Hard, Hot Couples, Hustler, La Tribune du Plaisir, Marc Dorcel Magazine, QX, Spank, Taboo, entre otras. En junio de 2007, la revista americana Genesis en su edición No. 124 publicó a Melissa en la portada como "¡La mejor puta XXX de Europa!", mostrando en su contenido a las mejores estrellas porno de ese año, y estuvo en la lista "Porn's Hot 100" de la misma revista en 2008, el ranking con las 100 estrellas más populares de la industria para adultos de ese año.

### Radio & Televisión
En 2003 Melissa apareció en el episodio 5 de la primera temporada del programa de televisión francés 93 Faubourg Saint-Honoré. También apareció en el programa de televisión Paris dernière, en un episodio en 2004 y más tarde en otro episodio en 2007. Lauren apareció como invitada en el programa de televisión La Méthode Cauet en 2007, en una charla con el presentador, y otras participaciones en el programa de radio de Cauet en Fun Radio.

## Premios y nominaciones
| Año  | Premio             | Resultado | Categoría                                         | Película                           |
| ---- | ------------------ | --------- | ------------------------------------------------- | ---------------------------------- |
| 2004 | Premios CAVR       | Nominada  | Nueva estrella del año                            | —                                  |
| 2004 | Premios XRCO       | Nominada  | Mejor escena en grupo                             | ATM City                           |
| 2005 | Premios XRCO       | Nominada  | Artista femenina del año                          | —                                  |
| 2005 | Premios XRCO       | Nominada  | Superputa                                         | —                                  |
| 2006 | Premios AVN        | Nominada  | Artista femenina del año                          | —                                  |
| 2006 | Premios AVN        | Nominada  | Mejor escena de sexo de chicas – Video            | Babes Illustrated 15               |
| 2006 | Premios AVN        | Nominada  | Mejor escena de sexo de chicas – Video            | Be My Bitch                        |
| 2006 | Premios AVN        | Nominada  | Mejor escena de sexo en grupo – Video             | Anal Expedition 6                  |
| 2006 | Premios AVN        | Nominada  | Mejor escena de sexo en grupo – Video             | Semen Sippers 3                    |
| 2006 | Premios AVN        | Nominada  | Mejor escena de sexo en trío                      | Fuck Dolls 3                       |
| 2006 | Premios F.A.M.E.   | Nominada  | Actriz adulta favorita                            | —                                  |
| 2006 | Premios F.A.M.E.   | Nominada  | El cuerpo más caliente                            | —                                  |
| 2006 | Premios F.A.M.E.   | Nominada  | Estrella anal favorita                            | —                                  |
| 2006 | Premios F.A.M.E.   | Nominada  | La puta perfecta... La chica más sucia del porno  | —                                  |
| 2006 | Premios F.A.M.E.   | Nominada  | Trasero favorito                                  | —                                  |
| 2006 | Premios Temptation | Nominada  | Mejor artista femenina                            | —                                  |
| 2006 | Premios Temptation | Nominada  | Mejor escena de trío – Video                      | Myne Tease 3                       |
| 2007 | Premios AVN        | Nominada  | Mejor escena de sexo de chicas – Película         | Jenna’s Provocateur                |
| 2007 | Premios AVN        | Nominada  | Mejor escena de sexo en grupo – Video             | Hellcats 10: Cumback!              |
| 2007 | Premios AVN        | Ganadora  | Mejor escena de sexo en grupo – Video             | Fashionistas Safado: The Challenge |
| 2007 | Premios F.A.M.E.   | Nominada  | Estrella anal favorita                            | —                                  |
| 2007 | Premios F.A.M.E.   | Nominada  | La chica más sucia del porno                      | —                                  |
| 2007 | Premios FICEB      | Nominada  | Premio Ninfa: Mejor actriz                        | Fashionistas Safado                |
| 2007 | Premios FICEB      | Ganadora  | Premio Ninfa: Secuencia de sexo más original      | Fashionistas Safado                |
| 2008 | Premios AVN        | Nominada  | Artista femenina extranjera del año               | —                                  |
| 2008 | Premios AVN        | Nominada  | Mejor escena de sexo en grupo – Video             | Fashionistas Safado: Berlin        |
| 2008 | Premios AVN        | Nominada  | Mejor escena de sexo en pareja – Video            | Fashionistas Safado: Berlin        |
| 2008 | Premios AVN        | Ganadora  | Mejor escena de sexo en trío                      | Fashionistas Safado: Berlin        |
| 2008 | Premios CAVR       | Nominada  | MVP del año                                       | —                                  |
| 2008 | Premios European X | Nominada  | Mejor actriz (Francia)                            | —                                  |
| 2008 | Premios FICEB      | Ganadora  | Premio Ninfa: Secuencia de sexo más original      | Fashionistas Safado: Berlin        |
| 2009 | Premios AVN        | Nominada  | Artista femenina extranjera del año               | —                                  |
| 2009 | Premios AVN        | Nominada  | Mejor escena de sexo en una producción extranjera | Casino - No Limit                  |
| 2009 | Premios AVN        | Nominada  | Mejor escena de sexo en una producción extranjera | Pornochic 15: Mélissa              |
| 2009 | Premios Erotixxx   | Nominada  | Estrella porno del año                            | —                                  |
| 2009 | Premios Hot d'Or   | Nominada  | Mejor actriz francesa                             | Ritual                             |
| 2009 | Premios Hot d'Or   | Nominada  | Mejor artista femenina francesa                   | —                                  |
| 2010 | Premios AVN        | Nominada  | Artista femenina extranjera del año               | —                                  |
| 2010 | Premios AVN        | Nominada  | Mejor escena de sexo en grupo de chicas           | Babes Illustrated 18               |